# كاتدرائية القديس يوحنا المعمدان (سانتوريني)

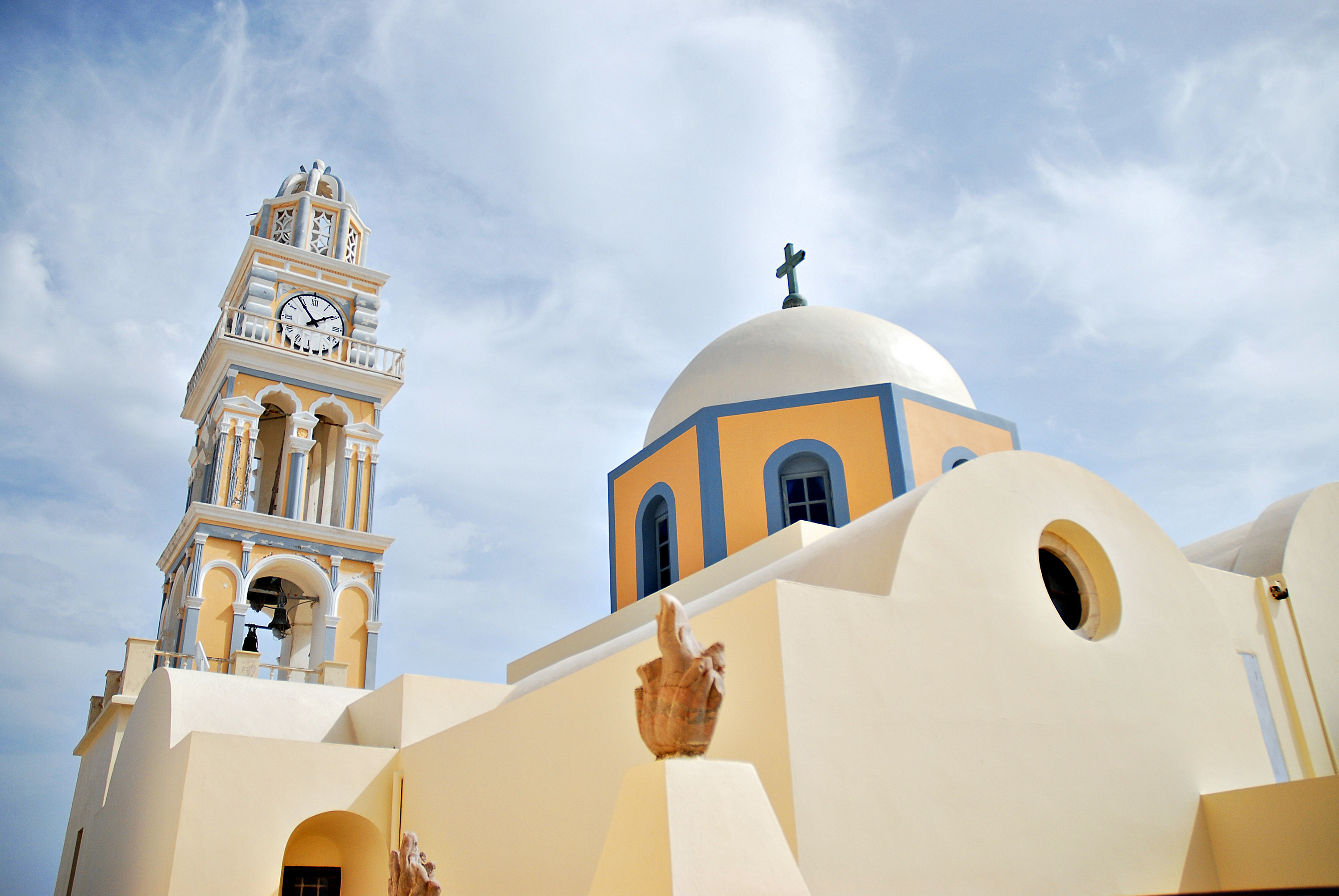
كاتدرائية يوحنا المعمدان في سانتوريني

كاتدرائية القديس يوحنا المعمدان  (باليونانية: Καθεδρικός ναός του Αγίου Ιωάννη του Βαπτιστή)‏ هي كنيسة رومانية كاثوليكية تقع في سانتوريني، اليونان، وهي بمثابة كنيسة أبرشية رومانية كاثوليكية في سانتوريني، التي تأسست عام 1204.
تقع الكاتدرائية وسط المدينة في الحي الكاثوليكي. بنيت عام 1923، ثم رمّممت وأعيد بناؤها بالكامل عام 1970، بعد أن تضررت بفعل زلزال ضرب المنطقة عام 1956. نمط البناء باروكي جمع اللونين الرمادي الأزر والكريمي.

## طالع أيضاً

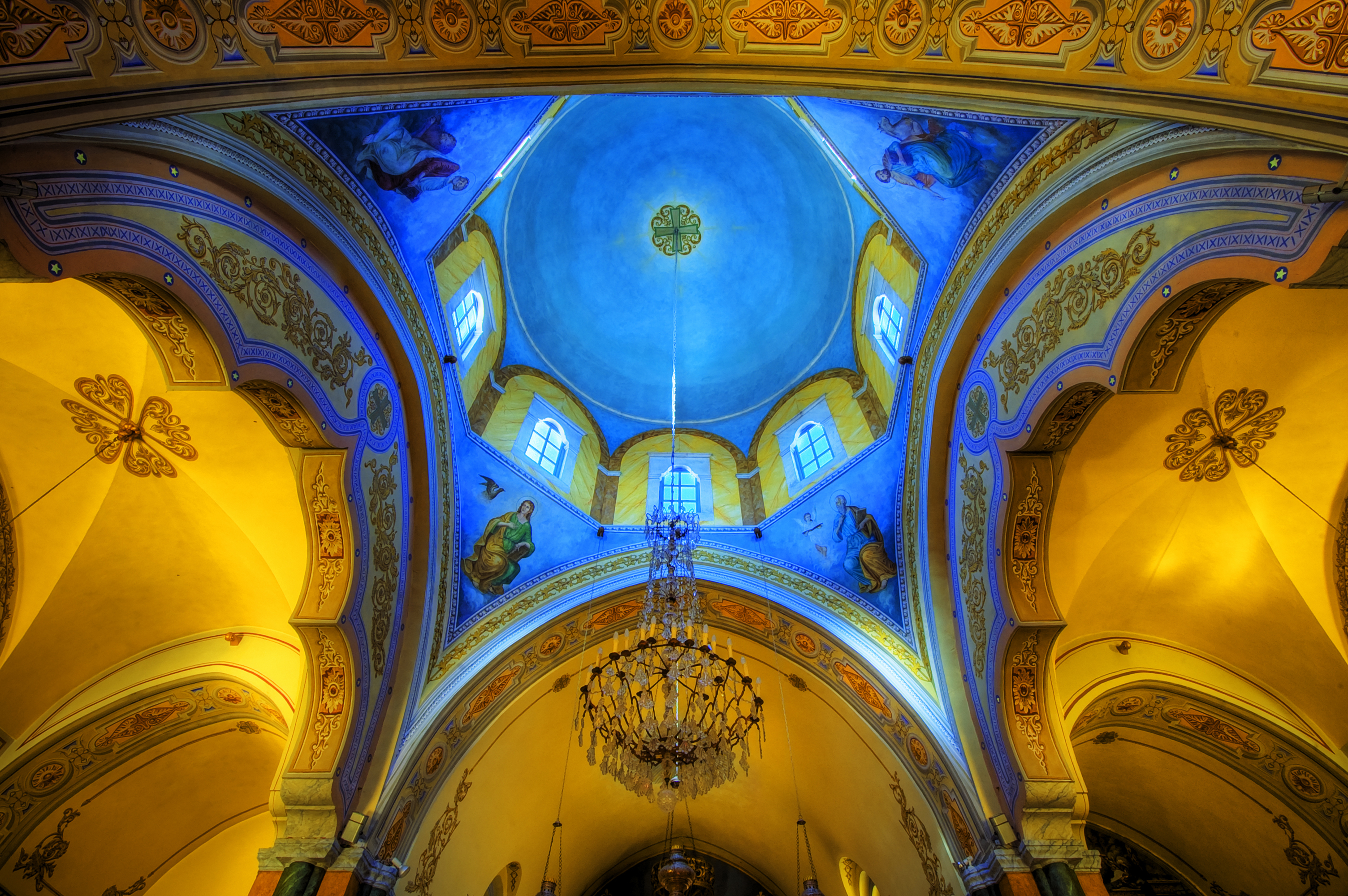
منظر داخلي